# Río Yarí
El río Yarí, también conocido como río de los Engaños, es un largo río amazónico de Colombia, un afluente del río Caquetá (Japurá en Brasil), que discurre por el departamento del Caquetá. Tiene una longitud de 620 km.

## Geografía
El río Yarí tiene su origen en el norte del departamento del Caquetá, en el municipio de San Vicente del Caguán. A continuación, fluye hacia el sureste a lo largo del parque nacional natural Sierra de Chiribiquete antes de unirse al río Caquetá en la frontera con el departamento del Amazonas.
El río Yarí es de aguas abundantes como todos los que pertenecen a la red del río Caquetá. Por flujo es el segundo afluente del Caquetá tras el río Apaporis. En cuanto a este último, sus "aguas negras" contrastan agudamente con las aguas claras y aluviales del río Caquetá, que tiene su origen en la cordillera de los Andes.

## Principales afluentes
- Río Camuya (160 km, 2 800 km²)
- Río Cunare (340 km con el río Mesay, 14 200 km²)
- Río Luisa (200 km, 3 100 km²)